# 邵逸夫汉学讲座教授
邵逸夫汉学讲座教授（英語：Shaw Professor of Chinese）是英国牛津大学设立的永久教授席位。该教席设立于1876年，最初称为汉学讲座教授（Professor of Chinese）。目前，担任该教席的教授隶属于牛津大学东方学系，并同时担任牛津大学大学学院教授研究员（Professorial Fellow）。1993年，邵逸夫向牛津大学捐献了300万英镑用于汉学研究，其中部分资金用于资助该教席。

## 历任汉学讲座教授
- 理雅各（James Legge，1876年－1897年）[3]
- 布勒克（Thomas Lowndes Bullock，1899年－1915年）[4]
- 苏慧廉（William Edward Soothill，1920年－1935年）[5]
- 德效骞（Homer Dubs，1947年－1959年）[6]
- 霍克思（David Hawkes，1959年－1971年）[7]
- 龙彼得（Piet van der Loon，1972年－1987年）[8]
- 杜德桥（Glen Dudbridge，1989年－1993年）[9]

## 历任邵逸夫汉学讲座教授
- 杜德桥（Glen Dudbridge，1993年－2005年）
- 卜正民（Timothy Brook，2007年－2009年）[10]
- 田海（Barend J. ter Haar，2013年－2018年）[11][12]
- 陈靝沅（Tian Yuan Tan，2019年－）[13]